# Ribnica (Velika Gorica)
Ribnica is een plaats in de gemeente Velika Gorica in de Kroatische provincie Zagreb. De plaats telt 700 inwoners (2001).